# Головачёв, Павел Яковлевич
Па́вел Я́ковлевич Головачёв (бел. Павел Якаўлевіч Галавачоў; 15 декабря 1917 — 2 июля 1972) — советский лётчик-ас, участник Великой Отечественной войны, дважды Герой Советского Союза. Всего за время войны совершил 457 боевых вылетов, в 125 воздушных боях сбил лично 31 и в группе 1 самолёт противника. Свою последнюю победу одержал 25 апреля 1945 года в небе Берлина (сбил 2 FW-190).

## Биография
Родился в деревне Кошелёво Буда-Кошелёвской волости Могилёвской губернии (ныне Буда-Кошелёвского района Гомельской области), в семье крестьянина. Белорус. Член КПСС с 1943 года.
Окончив в 1935 году в городе Гомеле школу фабрично-заводского ученичества, работал токарем и фрезеровщиком на лесокомбинате. Был форвардом заводской футбольной команды. Одновременно занимался в Гомельском аэроклубе. В 1938 году по комсомольской путёвке направлен в 8-ю Одесскую военную авиационную школу пилотов имени П. Д. Осипенко, которую окончил в конце 1940 года.
Направлен служить в 168-й истребительный авиационный полк, дислоцировавшийся в Крыму.

## Великая Отечественная война
Начало Великой Отечественной войны встретил под Яссами. Летал на штурмовку войск противника на И-16. На второй день войны сбил свой первый самолёт — Me-109, но и сам был ранен.
В октябре 1941 года был переведён в состав 69-го Одесского авиационного полка под командованием Героя Советского Союза Л. Л. Шестакова.
Воевал в небе Сталинграда. На ЛаГГ-3 сбил несколько самолётов противника. После Сталинградской битвы назначен командиром звена.
Отличился в боях под Ростовом-на-Дону и на Донбассе. В марте 1943 года над Батайском в составе группы истребителей Як-1 вступил в бой с 100 бомбардировщиков и 60 истребителей противника. Умело маневрируя, защищая друг друга от неожиданных ударов, наши лётчики уничтожили 42 вражеских самолёта, потеряв 3 своих. В этом бою Головачёв довёл свой личный счёт до 18 побед.
Воевал в небе Крыма и под Мелитополем.
Звание Героя Советского Союза с вручением ордена Ленина и медали «Золотая Звезда» (№ 1270) командиру звена 9-го гвардейского истребительного авиационного полка (6-я гвардейская истребительная авиационная дивизия, 8-я воздушная армия, 4-й Украинский фронт) гвардии старшему лейтенанту Павлу Яковлевичу Головачёву присвоено 1 ноября 1943 года за 225 боевых вылетов, 92 воздушных боя и 17 лично сбитых самолётов противника.
Освобождал Белоруссию, Литву.
Во время первых боёв в Восточной Пруссии 30 декабря 1944 года, находясь в свободном поиске на истребителе Ла-7 в паре с Н. И. Черником, в районе города Тройбург на высоте 9000 м обнаружил воздушный разведчик противника, направляющийся в сторону наших войск, и вступил с ним в бой. 4 раза он атаковал противника, но Ju-188, маневрируя, всё время уходил из-под огня. Головачёву удалось поразить стрелка и поджечь самолёт, но немецкий лётчик смог сбить пламя. Когда кончился боезапас, Головачёв двинул сектор газа до упора и, сблизившись, рубанул винтом по хвосту «юнкерса». Тот рухнул вниз. Очнувшись после удара, вывел свой истребитель из крутого пике и с большим трудом дотянул до своего аэродрома. Это была его 20-я победа. За мужество, проявленное в этом бою, награждён орденом Красного Знамени.
До конца штурма Кёнигсберга на этом же самолёте сбил ещё 10 вражеских, после чего сдал его в музей.
Ко второй медали «Золотая Звезда» заместитель командира эскадрильи 9-го гвардейского истребительного авиационного полка гвардии капитан Головачёв П. Я. представлен за образцовое выполнение заданий командования на фронте борьбы с немецкими захватчиками, дающее право на получение второго звания Героя Советского Союза. Высокого звания удостоен 29 июня 1945 за 385 боевых вылетов и 26 лично сбитых самолётов противника будучи командиром эскадрильи 900-го истребительного авиационного полка, пополнив счет личных побед на 4 сбитых самолёта противника, из них 2 самолёта Focke-Wulf Fw 190 Würger 25 апреля 1945 года западнее Берлина.
Всего за время войны капитан Головачев выполнил 457 боевых вылетов, провел 125 воздушных боёв, в которых сбил 30 самолётов противника.

## Послевоенный период
После войны продолжал службу в ВВС. В 1951 году окончил Краснознамённую Военно-воздушную академию, в 1959 году — Военную академию Генерального штаба. Генерал-майор авиации (1957) Головачёв служил на ответственных должностях в Советской Армии:
С ноября 1959 – заместитель командующего 1-й Особой Дальневосточной воздушной армией по ПВО, а в июле 1960 – сентябре 1961 – заместитель командующего 1-й Особой Дальневосточной воздушной армией по боевой подготовке и военным учебным заведениям (в Дальневосточном военном округе; город Хабаровск). 
В сентябре 1961 – августе 1964 – заместитель командующего 34-й воздушной армией по боевой подготовки и военным учебным заведениям (в Закавказском военном округе; город Тбилиси, Грузия). 
В августе 1964 – декабре 1967 – заместитель командующего авиацией Сибирского военного округа по боевой подготовке и военным учебным заведениям (город Новосибирск). Продолжал летать на реактивном истребителе МиГ-17.
С декабря 1967 – заместитель командующего 26-й воздушной армией (в Белорусском военном округе; город Минск, Беларусь).
Жил в городе Минск (Беларусь). После непродолжительной болезни скончался 2 июля 1972 года. Похоронен в Минске на Восточном кладбище.

## Награды
Награждён двумя орденами Ленина (01.11.1943; 04.06.1955), шестью орденами Красного Знамени (30.08.1942; 01.08.1943; 05.01.1945; 24.01.1945; 22.02.1955; 22.02.1968), орденом Отечественной войны I степени (26.04.1943), 2 орденами Красной Звезды (29.04.1954; 30.12.1956), медалями.

## Память
- В Гомеле имя П. Я. Головачёва выгравировано на мемориальной доске, установленной в 1971 году на здании авиаспортклуба ДОСААФ (ул. Гагарина, 55) в честь лётчиков, которые в 1930-е годы учились в Гомельском аэроклубе[4].
- Бронзовый бюст установлен на родине — в деревне Кошелёво Буда-Кошелёвского района Гомельской области Беларуси.
- Бюст П. Я. Головачёву (1951) установлен в городе Буда-Кошелёво (Гомельская область), ул. Ленина —  Историко-культурная ценность Республики Беларусь, шифр 313Ж000127.
- В городе Гомеле установлен памятник Герою, мемориальная доска на ОАО «Гомельдрев» (ул. Достоевского, 3), на здании училища (ул. Севастопольская, 153)[4], его именем названы улица, школа, училище (УО «Гомельский государственный строительный лицей имени П. Я. Головачёва» был упразднён в 2012 году), создан музей.
- В городе Гомеле в 2014 году имя П. Я. Головачёва присвоено скверу в Новобелицком районе, расположенному между улицей Степана Разина и Гомельским районным Домом культуры.
- В городе Городок Львовской области на улице его имени установлена мемориальная доска.
- В 2021 году в Гомеле открыт мурал П. Я. Головачёву[5]. Размещён по улице Головачева на доме, расположенном рядом с ОАО «Гомельдрев».
- Стела в честь П. Я. Головачёва установлена на Аллее Героев в Гомеле (ул. Советская)[6][7].